# Res Ingold

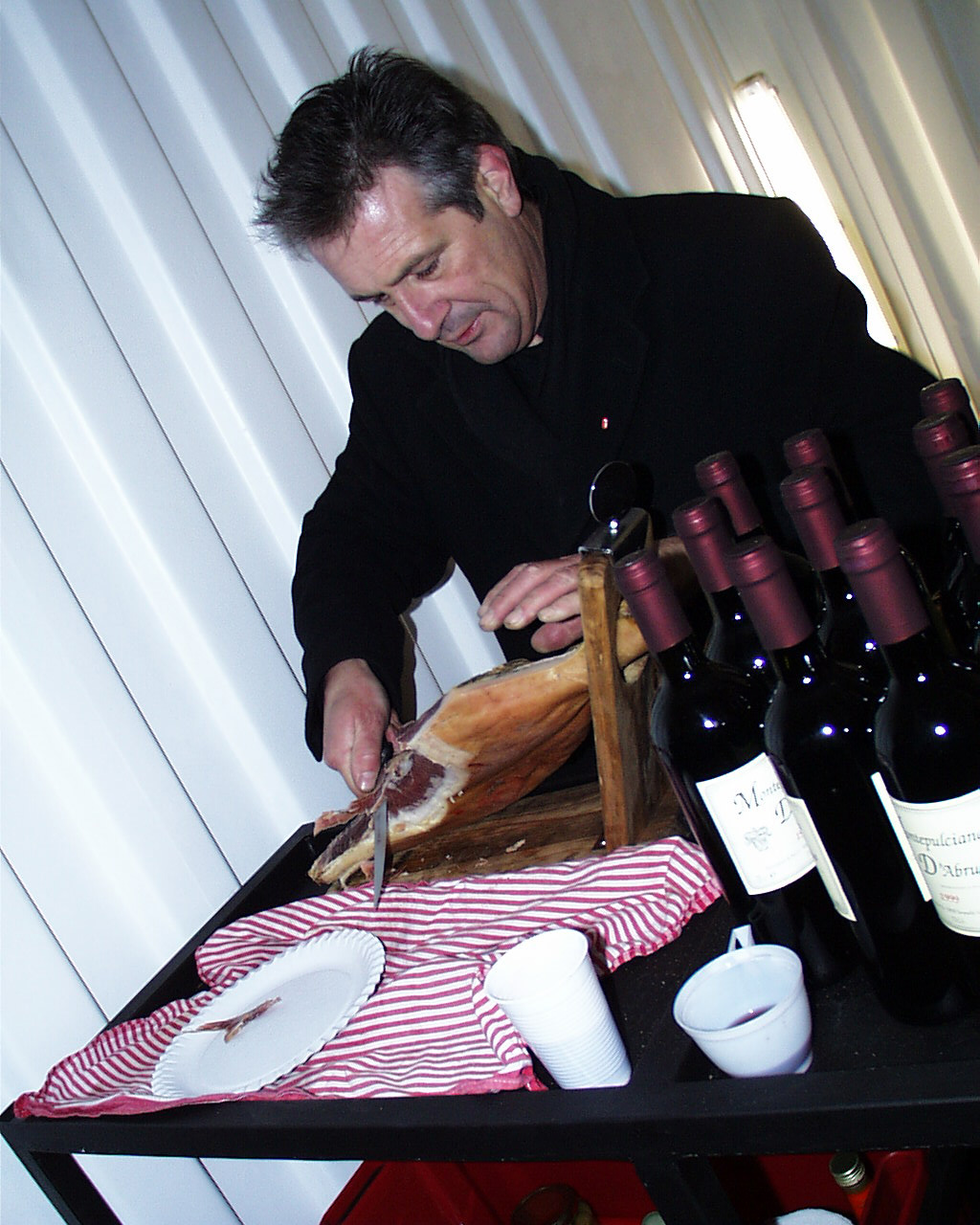
Res Ingold mit Wirkstoffen

Res Ingold (* 19. April 1954 in Burgdorf, Schweiz) ist Konzeptkünstler und Professor an der Akademie der Bildenden Künste München. Sein zentrales Werk ist die „Fluggesellschaft Ingold Airlines“.

## Ausstellungen und Aktionen (exemplarisch)
Ingold arbeitet international und oftmals weit ab des Kunstkontexts. Sein Werk ist der Superfiction zuzuordnen und von der Hyperrealität Baudrillards geprägt.
- Die wohl umfangreichste Gesamtschau, ingold airlines - more than miles, fand 2000/01 im Zeppelin Museum Friedrichshafen statt.
- 2005 wurde Ingold zum Unternehmer des Jahres gewählt. In diesem Rahmen ist in Nürnberg der „Teleport Nürnberg-Mitte“ eröffnet worden. Mit der Landung eines Jets vom Typ „gyrodyne“ sollte in der Blauen Nacht der umfassende Service der ingold airlines demonstriert werden. Mehrere tausend Menschen warteten vergebens auf die im Vorfeld umstrittene Ankunft eines Senkrechtstarters im Stadtzentrum. Es kam zum Eklat, da das Nürnberger Publikum den Kunstgedanken der Aktion nicht nachvollzogen hat.
- 50 Jahre ingold airlines, feierliche Gala in der Kunst und Ausstellungshalle der Bundesrepublik Deutschland, 16. Februar 2008.
- Fliege, was fliegen kann. ingold airlines im Luftmuseum in Amberg, 3. November 2019 bis 19. Januar 2020
- ingold airlines ist Vertragspartner der (fiktiven) Republik Sehnah des Künstlers Hans Ulrich Siegenthaler, welche exklusive von seiner Fluglinie bedient wird.

## Lehre
Seit 1996 hat Ingold eine Professur an der Akademie der Bildenden Künste München.
Das Studium in der Klasse Res Ingold ist interdisziplinär und projektorientiert.
Studierende waren u. a. Manuela Unverdorben, Franz Wanner, Alexis Dworsky, Christian Frosch, Daniel Kufner, Anton Bierbaum und Alexander Stern. Künstlerischer Mitarbeiter war u. a. Alexis Dworsky.

## Publikationen
- ingold airlines - more than miles. Begleitbuch zur gleichnamigen Ausstellung im Zeppelin Museum Friedrichshafen. Quantum Books, 2000.
- ingold - universal enterprises. Labonte Köhler Osnowski, Köln, 2008.

## Öffentliche Sammlungen
Deutschland
- Situatives Brachland Museum, Bochum
- Zeppelin Museum, Friedrichshafen
- Luftmuseum, Amberg
- Herbert Gerisch Stiftung, Neumünster
- Bahnhof Rolandseck, Remagen

Italien
- La Serpara, Civitella d´Agliano